# Iban Iyanga
Ibán Iyanga Travieso ou Randy (Las Palmas, 2 de junho de 1987) é um futebolista profissional guineense que atua como meia.

## Carreira
Randy representou o elenco da Seleção Guinéu-Equatoriana de Futebol no Campeonato Africano das Nações de 2015.